# Pyongyang Nalpharam

Pyongyang Nalpharam est un film historique nord-coréen réalisé par Phyo Kwang et Maeng Chil-min, sorti en 2006.

## Synopsis
Le film d'inspiration patriotique, est basé sur l'histoire réelle[réf. nécessaire] de Jong Thaek et de ses amis, adeptes du taekkyon, art martial traditionnel coréen, appelé « Pyongyang Nalpharam » dans la région du mont Taesong à Pyongyang, qui ont lutté contre les manœuvres du Japon visant à supplanter le thaekgyon.

## Fiche technique
- Titre : Pyongyang Nalpharam
- Réalisation : Phyo Kwang et Maeng Chil-min
- Production : Studios de cinéma artistique de Corée
- Genre : Histoire
- Date de sortie : 2006 ( Corée du Nord)

## Distribution
- Ri Ryong-hun : Jong-thaek

## Autour du film
- Présenté au dixième Festival international du film de Pyongyang en 2006.